# Живокіст кавказький
Живокіст кавказький (Sýmphytum caucásicum) — вид квіткових рослин родини шорстколистих, що відноситься до роду Живокіст (Symphytum).
Багаторічна кореневищна рослина з прямостоячими стеблами до 1-1,5 м заввишки, густо вкрита жорстким сіруватим простим запушенням. Листки чергово розташовані, прості, нижні — черешкові, верхні — сидячі, сходять на стебло вузькими крилами.
Суцвіття — довгий багатоквітковий завиток. Чашечка дзвонова, розділена на 5 лопатей, покрита численними простими волосками. При відцвітанні зубці чашечки залишаються роз'єднаними. Віночок в бутонах рожевий, потім блакитний, булавоподібної форми, п'ятизубчатий.
Еремії не вигнуті, горбкуваті.
Кавказький вид, широко поширений у Східній Європі, зрідка дичавіє з культури і в інших регіонах. На Кавказі зустрічається на лісових галявинах, по берегах струмків і річок, нерідкий і на засмічених місцях. В Європі — на узліссях, біля доріг і по засмічених місцях.
Синонім — Symphytum racemosum Stephan ex Roem. & Schult., 1819